# Scoparia objurgalis
Scoparia objurgalis là một loài bướm đêm trong họ Crambidae.